# Alexander Walentinowitsch Nowak

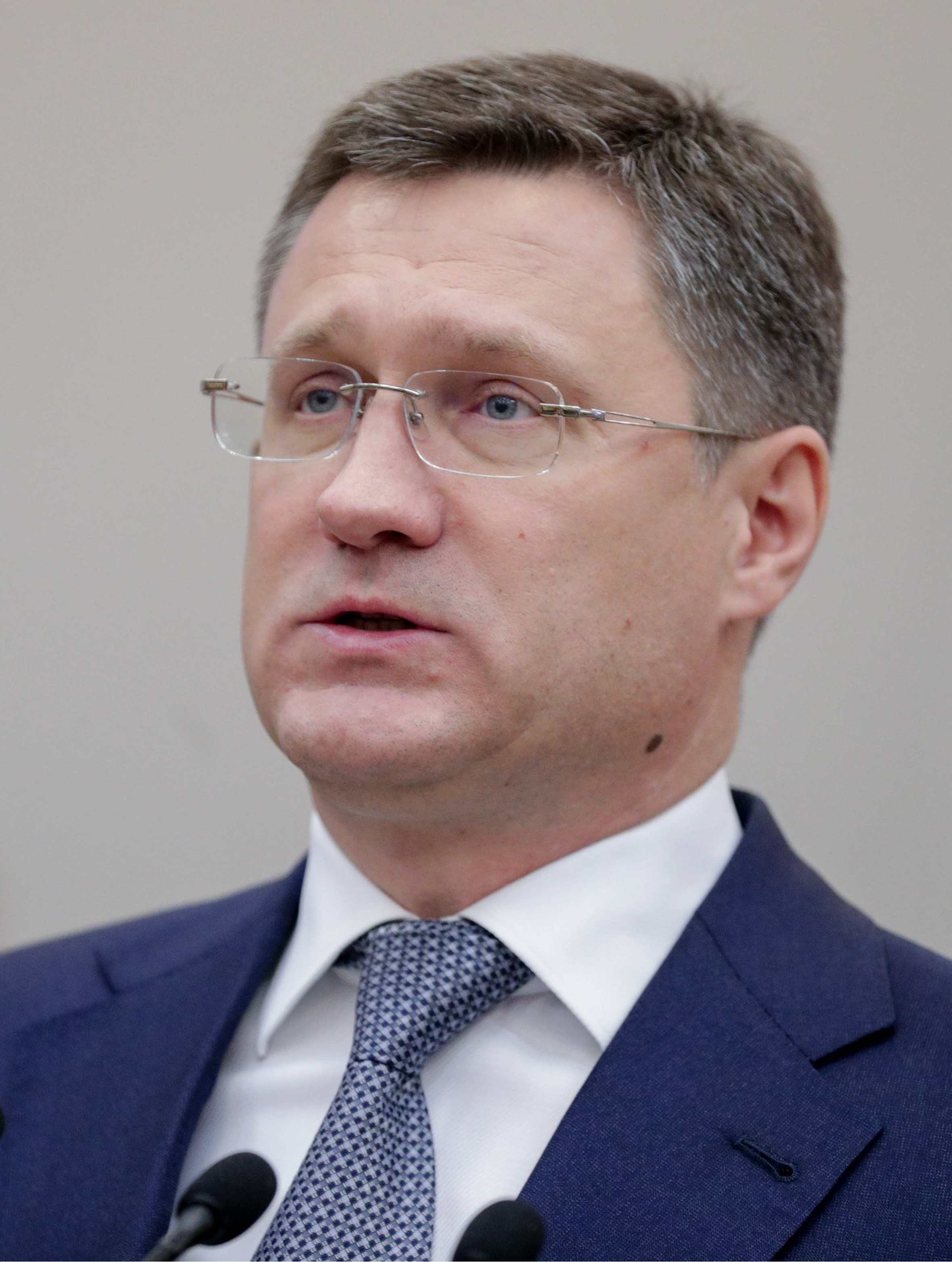
Alexander Nowak (2019)

Alexander Walentinowitsch Nowak (russisch Александр Валентинович Новак; * 23. August 1971 in Awdijiwka, Ukrainische SSR) ist ein russischer Politiker. Er ist derzeit (Stand: März 2022) einer der stellvertretenden Ministerpräsidenten der Russischen Föderation im Kabinett Mischustin.

## Leben
Nowak studierte Anfang der 1990er Jahre Wirtschaftswissenschaften am Industrieinstitut in Norilsk.
Von 1999 bis 2000 war er stellvertretender Direktors für Personalwesen und Direktionsleiter des Norilsker Bergbauunternehmens Kombinat „A. P. Sawenjagin“. Von 2000 bis 2002 war er erster stellvertretender Leiter der Stadt Norilsk für Finanz- und Wirtschaftsfragen. Von 2002 bis 2007 war er stellvertretender Gouverneur der Region Krasnojarsk; er leitete die Hauptabteilung Finanzen der Gebietsverwaltung.
Von 2007 bis 2008 war er erster stellvertretender Gouverneur der Region Krasnojarsk. 
Im September 2008 wurde Nowak zum stellvertretenden Finanzminister der Russischen Föderation. Ab Oktober 2008 saß er im Vorstand des russischen Finanzministeriums.

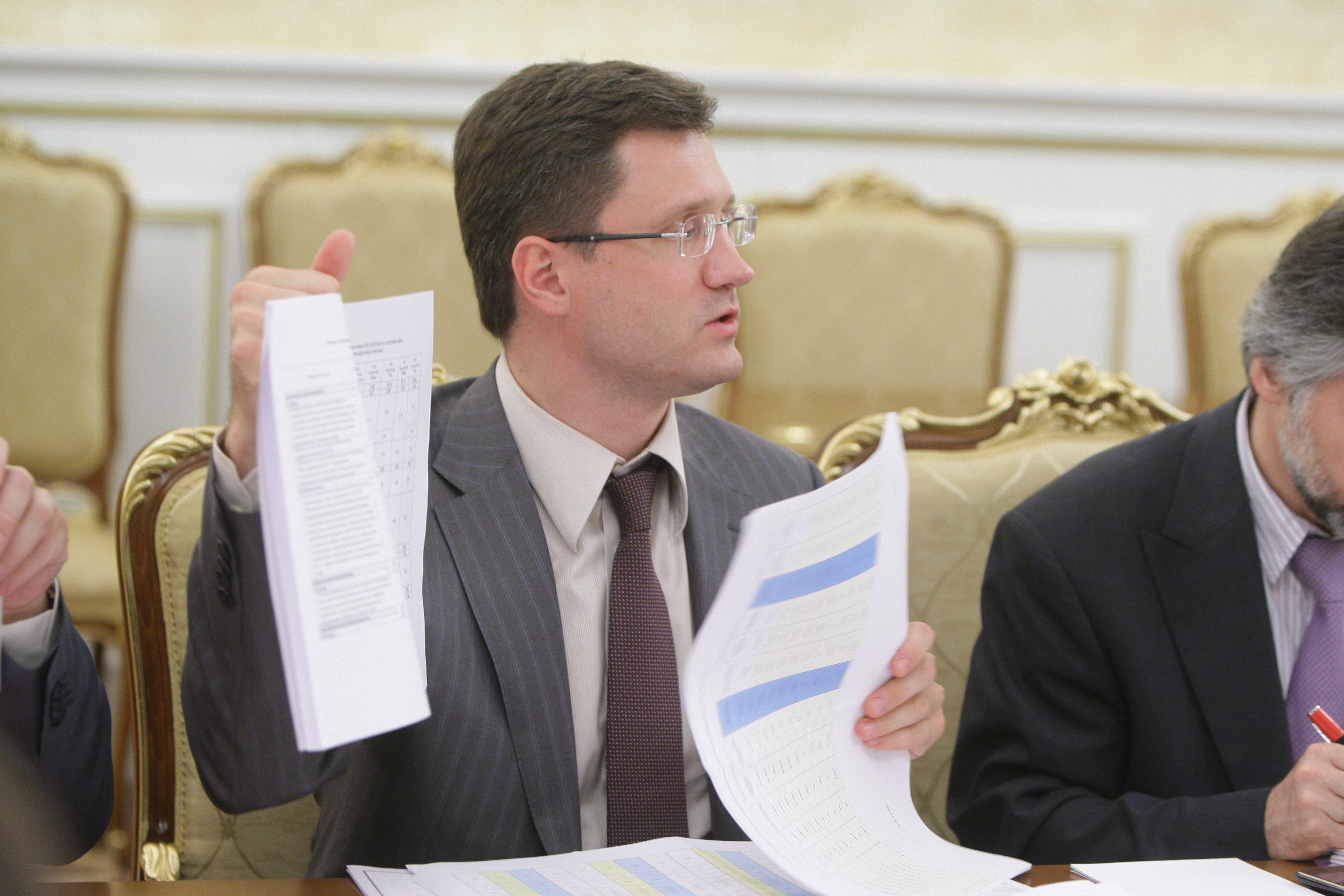
Alexander Nowak bei einer Diskussion über die Fiskalpolitik (2010)

Im Mai 2012 wurde er Minister für Energie im Kabinett der Regierung der Russischen Föderation von den Ministerpräsidenten Dmitri Anatoljewitsch Medwedew und Michael Mischustin. Seit November 2020 ist er im amtierenden Kabinett Mischustin stellvertretender Ministerpräsident mit Zuständigkeit für den „Kraftstoff- und Energie-Komplex“.
Er ist Mitglied im Aufsichtsrat von Rosneft.
Am 7. März 2022 brachte Nowak in einer vom Staatsfernsehen ausgestrahlten Rede Überlegungen zum Ausdruck, Russland könnte die Gaslieferungen an Europa durch die Pipeline Nord Stream 1 stoppen als Reaktion auf die gegen Russland verhängten Embargos nach dem Angriffskrieg Russlands gegen die Ukraine.

## Privates
Nowak ist verheiratet und hat zwei Kinder.